# غريس ليفينغستون هيل
غريس ليفينغستون هيل (بالإنجليزية: Grace Livingston Hill)‏ (16 أبريل 1865 - 1947)؛ كاتِبة وروائية أمريكية.